# Odontolochus ferenczi
Odontolochus ferenczi är en skalbaggsart som beskrevs av S. Endrödi 1976. Odontolochus ferenczi ingår i släktet Odontolochus och familjen Aphodiidae. Inga underarter finns listade i Catalogue of Life.